# Breonia membranacea
Breonia membranacea är en måreväxtart som beskrevs av George Darby Haviland. Breonia membranacea ingår i släktet Breonia och familjen måreväxter. Inga underarter finns listade i Catalogue of Life.